# Stenkista (infiltrationsbädd)
En stenkista är en grop som fyllts med stenar av lämplig storlek och sedan täckts över. Numera är det vanligt att gropen till stenkistan kläs invändigt med fiberduk eller liknande för att förhindra att den slammar igen utifrån. I stenkistan utmynnar avloppsrör, till exempel för regnvatten och dränering. Vattnet fyller ut hålrummen mellan stenarna och infiltreras sedan långsamt ut till marken runtomkring. Då stenkistan kommunicerar med grundvattnet är den inte särskilt bra för mer nedsmutsat vatten (som till exempel BDT-vatten).